# Pietro di Poitiers (vescovo)
Pietro (Poitiers, XI secolo – Chauvigny, 4 aprile 1115) è stato vescovo di Poitiers tra XI e XII secolo, venerato come santo dalla Chiesa cattolica. È il secondo vescovo di Poitiers con il nome di Pietro, e nelle fonti è spesso indicato come Pietro II.

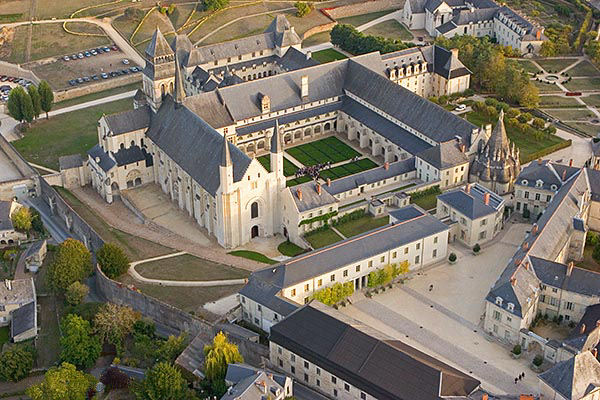
L'abbazia di Fontevrault.

Non si conosce nulla della vita di san Pietro prima della sua elevazione all'episcopato. Era arcidiacono della Chiesa di Poitiers quando, nel 1187, fu scelto a succedere al fratello Isemberto II; secondo il Chronicon Malleacensis fu consacrato vescovo il 22 febbraio 1187.
Pietro si distinse in modo particolare per la sua fermezza nel difendere i diritti della Chiesa e per il suo coraggio nel denunciare gli abusi del tempo. Denunciò l'illegittimità del matrimonio del re Filippo I, che fece condannare durante il concilio svoltosi a Poitiers nel 1100. La stessa risolutezza tenne nei confronti del conte Guglielmo, che scomunicò, malgrado le minacce, per aver insultato pubblicamente Gérard de Blaye, vescovo di Angoulême. Questo gli valse l'esilio a Chauvigny.
L'opera di Pietro è poi importante perché si adoperò in modo determinante per l'approvazione papale dell'abbazia di Fontevrault, posta nel territorio della sua diocesi, che lui stesso aveva aperto nel 1106.
Morì a Chauvigny il 4 aprile 1115.
L'odierno Martirologio Romano, riformato a norma dei decreti del Concilio Vaticano II, ha inserito la memoria di san Pietro al 4 aprile ricordandolo con queste parole: